# 益进信息
益进信息（Exigen Services）是一家总部位于美国硅谷，并拥有遍及俄罗斯，波罗的海国家，乌克兰，白俄罗斯，中国和澳大利亚等多个研发中心的软件外包公司。
研发中心：
- 俄羅斯 圣彼得堡，喀山和下诺夫哥罗德
- 拉脫維亞 里加
- 立陶宛 维尔纽斯
- 中国 苏州
- 乌克兰 第聂伯罗彼得罗夫斯克和敖德萨
- 白俄羅斯 明斯克
- 阿德莱德